# Żeronice (Łódź)
Pour les articles homonymes, voir Żeronice.
Żeronice (prononciation [ʐɛrɔˈnit͡sɛ]) est un village de la gmina de Bedlno, du powiat de Kutno, dans la voïvodie de Łódź, situé dans le centre de la Pologne.
Il se situe à environ 7 kilomètres au sud de Bedlno (siège de la gmina), 19 kilomètres au sud-est de Kutno (siège du powiat) et 42 kilomètres au nord de Łódź (capitale de la voïvodie).

## Administration
De 1975 à 1998, le village était attaché administrativement à l'ancienne voïvodie de Płock.

Depuis 1999, il fait partie de la nouvelle voïvodie de Łódź.